# Banja Luka Challenger
Il Banja Luka Challenger, nome ufficiale Banja Luka Open è un torneo professionistico di tennis giocato sulla terra rossa, che fa parte dell'ATP Challenger Tour. Si gioca annualmente al Park Mladen Stojanović di Banja Luka in Repubblica Serba di Bosnia ed Erzegovina,  Bosnia ed Erzegovina dal 2002. Nel 2024 non venne tenuta l'edizione annuale per l'incertezza dei finanziamenti.
Nel doppio Marin Draganja con tre trofei detiene il record per maggior numero di titoli vinti, mentre nel singolare nessun tennista è finora riuscito a doppiare il successo.

## Albo d'oro

### Singolare
| Anno | Campione                | Finalista                            | Punteggio            |
| ---- | ----------------------- | ------------------------------------ | -------------------- |
| 2024 | Non disputato           | Non disputato                        | Non disputato        |
| 2023 | Dino Prižmić            | Kimmer Coppejans                     | 6–2, 6–3             |
| 2022 | Fábián Marozsán         | Damir Džumhur                        | 6–2, 6–1             |
| 2021 | Juan Manuel Cerúndolo   | Nikola Milojević                     | 6–3, 6–1             |
| 2020 | Non disputato           | Non disputato                        | Non disputato        |
| 2019 | Tallon Griekspoor       | Sumit Nagal                          | 6–2, 6–3             |
| 2018 | Alessandro Giannessi    | Carlos Berlocq                       | 6(6)–7, 6–4, 6–4     |
| 2017 | Maximilian Marterer     | Carlos Taberner                      | 6–1, 6–2             |
| 2016 | Adam Pavlásek           | Miljan Zekić                         | 3–6, 6–1, 6–4        |
| 2015 | Dušan Lajović           | Victor Hănescu                       | 7–6(5), 7–6(5)       |
| 2014 | Viktor Troicki          | Albert Ramos Viñolas                 | 7–5, 4–6, 7–5        |
| 2013 | Aljaž Bedene            | Diego Schwartzman                    | 6–3, 6–4             |
| 2012 | Victor Hănescu          | Andreas Haider-Maurer                | 6–4, 6–1             |
| 2011 | Blaž Kavčič             | Pere Riba                            | 6–4, 6–1             |
| 2010 | Marsel İlhan            | Pere Riba                            | 6–0, 7–6(4)          |
| 2009 | Daniel Gimeno Traver    | Julian Reister                       | 6–4, 6–1             |
| 2008 | Ilia Bozoljac           | Daniel Gimeno Traver                 | 6–4, 6–4             |
| 2007 | Konstantinos Economidis | Iván Navarro                         | 7–6(6), 6–4          |
| 2006 | Marco Mirnegg           | Nicolas Devilder                     | 6–2, 6–4             |
| 2005 | Vasilīs Mazarakīs       | Viktor Troicki                       | 6–2, 6–2             |
| 2004 | Jurij Ščukin            | Werner Eschauer                      | 7–6(3), 7–6(7)       |
| 2003 | Mario Radić             | František Čermák                     | 6–4, 6–3             |
| 2002 | Titolo non assegnato    | Tomas Behrend contro Werner Eschauer | finale non disputata |

### Doppio
| Anno | Campioni                                     | Finalista                             | Punteggio            |
| ---- | -------------------------------------------- | ------------------------------------- | -------------------- |
| 2024 | Non disputato                                | Non disputato                         | Non disputato        |
| 2023 | Victor Vlad Cornea Philipp Oswald            | Andrej Golubev Denys Molčanov         | 3–6, 6–1, [15–13]    |
| 2022 | Vladyslav Manafov Oleg Prihodko              | Fabian Fallert Hendrik Jebens         | 6–3, 6–4             |
| 2021 | Antonio Šančić (2) Nino Serdarušić           | Ivan Sabanov Matej Sabanov            | 6–3, 6–3             |
| 2020 | Non disputato                                | Non disputato                         | Non disputato        |
| 2019 | Sadio Doumbia Fabien Reboul                  | Sergio Galdós Facundo Mena            | 6–3, 7–6(4)          |
| 2018 | Andrej Martin Hans Podlipnik-Castillo        | Laurynas Grigelis Alessandro Motti    | 7–5, 4–6, [10–7]     |
| 2017 | Marin Draganja (3) Tomislav Draganja         | Danilo Petrović Ilija Vučić           | 6–4, 6–2             |
| 2016 | Roman Jebavý Jan Šátral                      | Andrea Arnaboldi Maximilian Neuchrist | 7–6(3), 4–6, [10–7]  |
| 2015 | Ilija Bozoljac Flavio Cipolla (2)            | Jaroslav Pospíšil Jan Šátral          | 6–2, 7–5             |
| 2014 | Dino Marcan Antonio Šančić (1)               | Jaroslav Pospíšil Adrian Sikora       | 7–5, 6–4             |
| 2013 | Marin Draganja (2) Nikola Mektić             | Dominik Meffert Oleksandr Nedovyesov  | 6–4, 3–6, [10–6]     |
| 2012 | Marin Draganja (1) Lovro Zovko               | Colin Ebelthite Jaroslav Pospíšil     | 6–1, 6–1             |
| 2011 | Marco Crugnola Rubén Ramírez Hidalgo         | Jan Mertl Matwé Middelkoop            | 7–6(3), 3–6, [10–8]  |
| 2010 | James Cerretani David Škoch                  | Adil Shamasdin Lovro Zovko            | 6–1, 6–4             |
| 2009 | Dustin Brown Rainer Eitzinger (2)            | Ismar Gorčić Simone Vagnozzi          | 6–4, 6–3             |
| 2008 | Attila Balázs Amir Hadad                     | Rameez Junaid Philipp Marx            | 7–5, 6–2             |
| 2007 | Alexander Krasnorutskiy Aleksandr Kudrjavcev | Diego Junqueira Vladimir Obradovic    | 6–2, 6–4             |
| 2006 | Joseph Sirianni Stefan Wauters               | Ivan Dodig Aleksandar Marić           | 6–4, 3–6, [10–4]     |
| 2005 | Flavio Cipolla (1) Rainer Eitzinger (1)      | Jeroen Masson Stefan Wauters          | 4–6, 6–3, 6–3        |
| 2004 | Titolo non assegnato                         | Jasper Smit Martín Vassallo Argüello  | finale non disputata |
| 2003 | Ionuț Moldovan Jurij Ščukin (2)              | Nikola Ciric Goran Tošić              | 6–2, 7–5             |
| 2002 | Jaroslav Levinský Jurij Ščukin (1)           | Juan Pablo Guzmán Daniel Orsanic      | 7–6(5), 7–5          |